# Músculo papilar
Músculos papilares são músculos que, relaxados, deixam frouxas as cordas tendíneas que abrem as valvas mitral (bicúspide) e a tricúspide e, contraídos, retesam as cordas tendíneas que fecham essas valvas. São encontrados no ventrículo esquerdo e direito do coração.

## Função e Localização do Músculo
A cavitação das paredes ventriculares forma uma esponja de feixes musculares – trabeculae carneae. Alguns desses feixes se tornam os músculos papilares e cordas tendíneas. Músculos papilares são projeções musculares cônicas do miocárdio com bases fixadas à parede ventricular, no ventrículo esquerdo são encontrados músculos papgilares anteriores e posteriores que são maiores que aqueles do ventrículo direito. São de grande tamanho e terminam em extremidades arredondadas, onde as cordas tendíneas se inserem. As cordas tendíneas de cada ápice do músculo papilar dirigem-se a ambas as cúspides da valva. Os músculos papilares, juntamente com as cordas tendíneas, auxiliam o funcionamento da sístole (mecanismo de contração) no átrio direito e da diástole (relaxamento) no átrio esquerdo por meio das valvas, os músculos papilares começam a se contrair antes da contração do ventrículo direito, tensionando as cordas tendíneas e aproximando as valvas. Como estão fixadas aos lados adjacentes de duas válvulas, as cordas impedem a separação das válvulas ou a sua inversão quando a tensão é aplicada as cordas tendíneas e mantida durante toda a contração ventricular (sístole) – isto é, as válvulas da valva atrioventricular direita são impedidas de sofrer prolapso (ser levadas para o átrio direito) quando a pressão ventricular aumenta. Assim, a regurgitação (fluxo retrógrado) de sangue do ventrículo direito para o átrio direito é impedida pelas válvulas.
Três músculos papilares no ventrículo direito correspondem às válvulas da valva atrioventricular direita:
O músculo papilar anterior, o maior e mais proeminente dos três, origina-se da parede anterior do ventrículo direito, suas cordas tendíneas se fixam às válvulas anterior e posterior da valva atrioventricular direita.
O músculo papilar posterior, menor que o músculo anterior, pode ter várias partes, origina-se da parede inferior do ventrículo direito, e suas cordas tendíneas se fixam às válvulas posterior e septal da valva atrioventricular direita.
O músculo septal origina-se do septo interventricular, e suas cordas tendíneas se fixam às válvulas anterior e septal da valva atrioventricular direita.

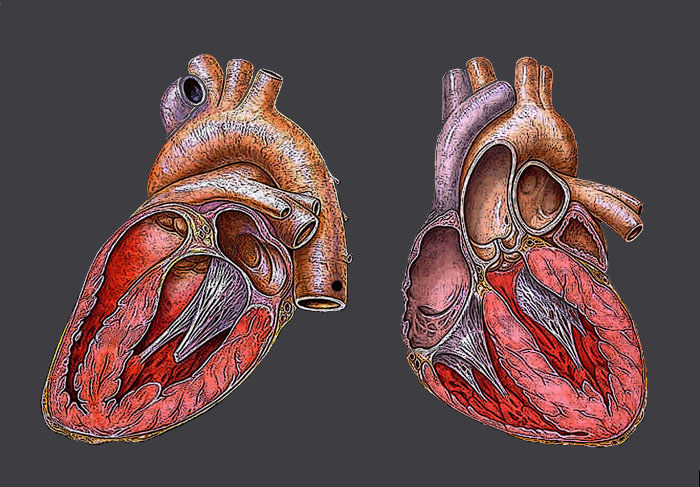
Heart

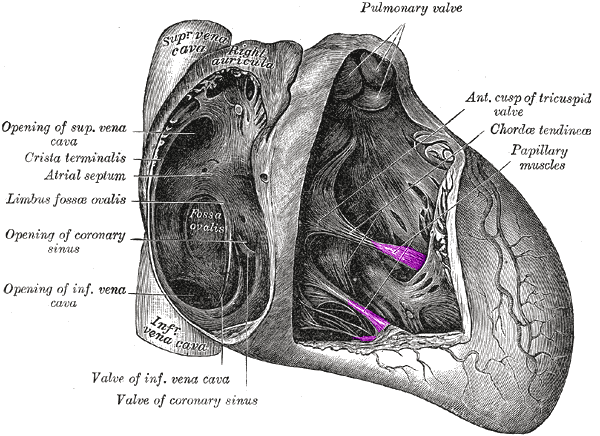
Papillary muscles

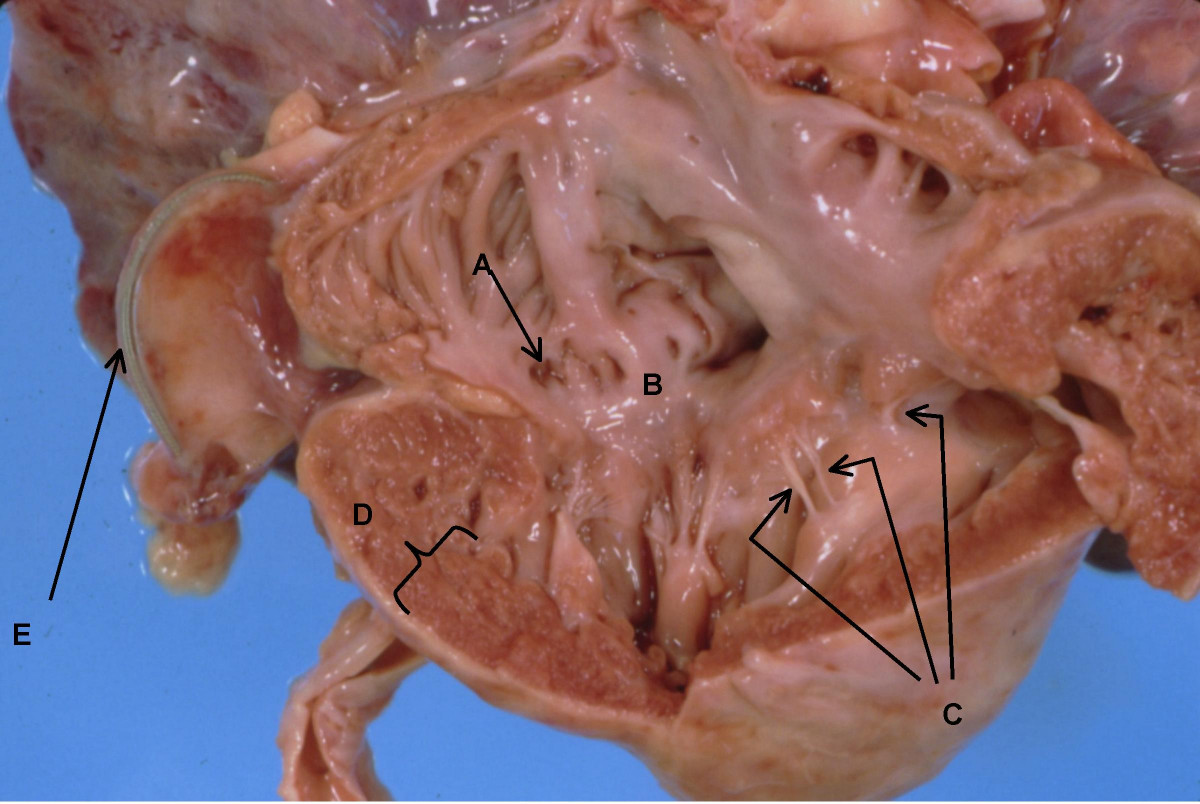
Heart kabuki syndrome

## Galeria de imagens

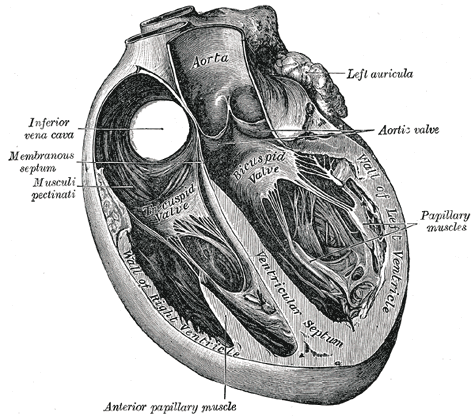
Seção do coração mostrando o septo ventricular
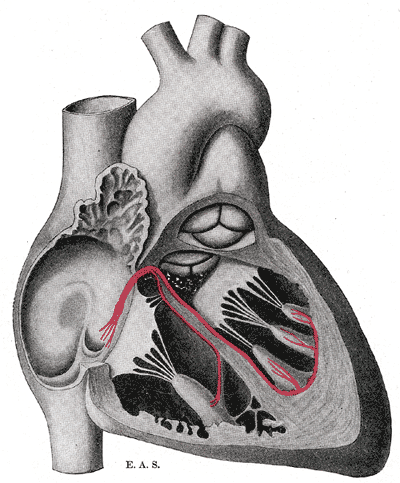
Representação esquemática do Feixe de His.
Eco de eixo curto de um coração normal
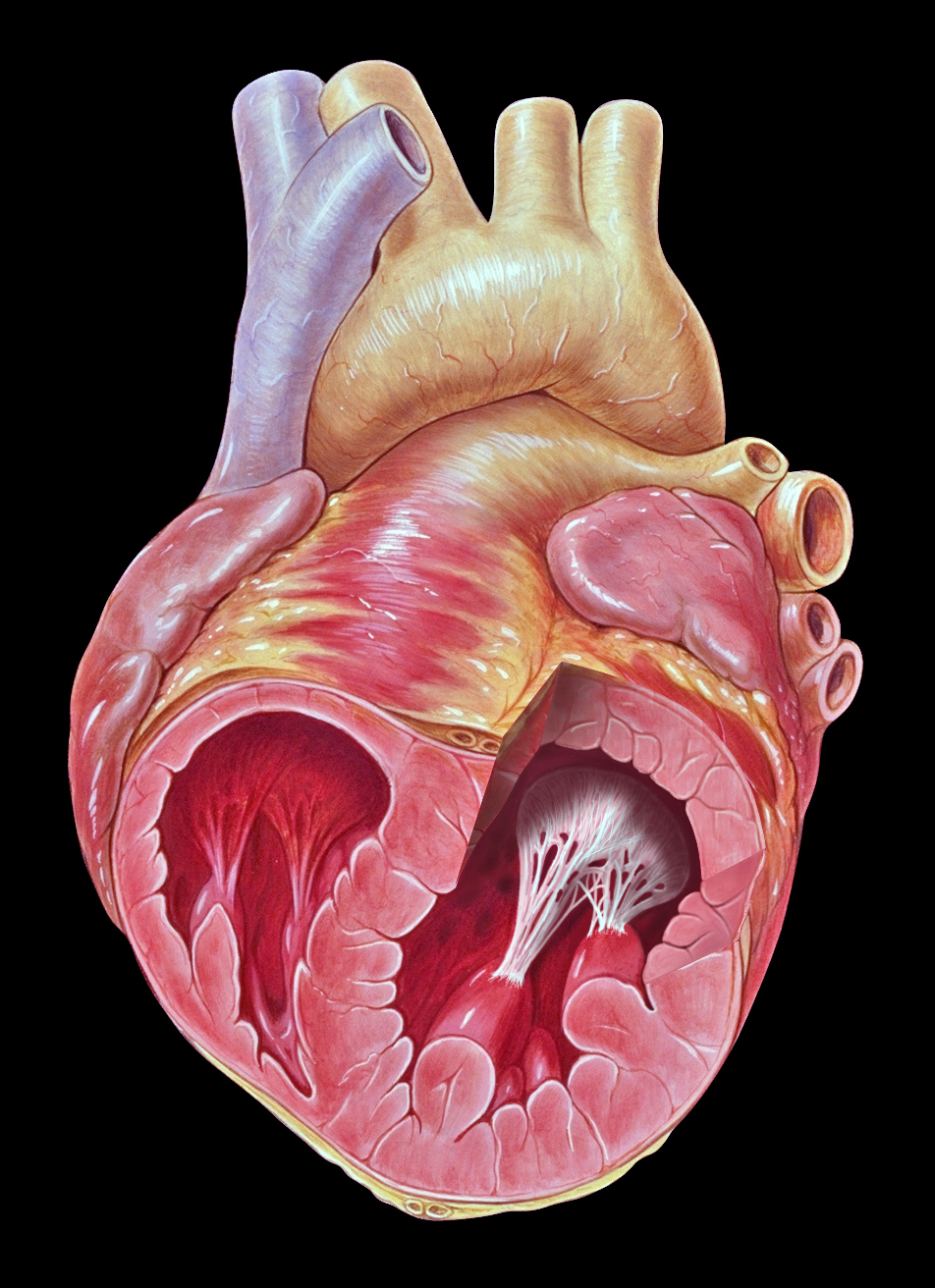
Visão dos músculos papilares no eixo curto
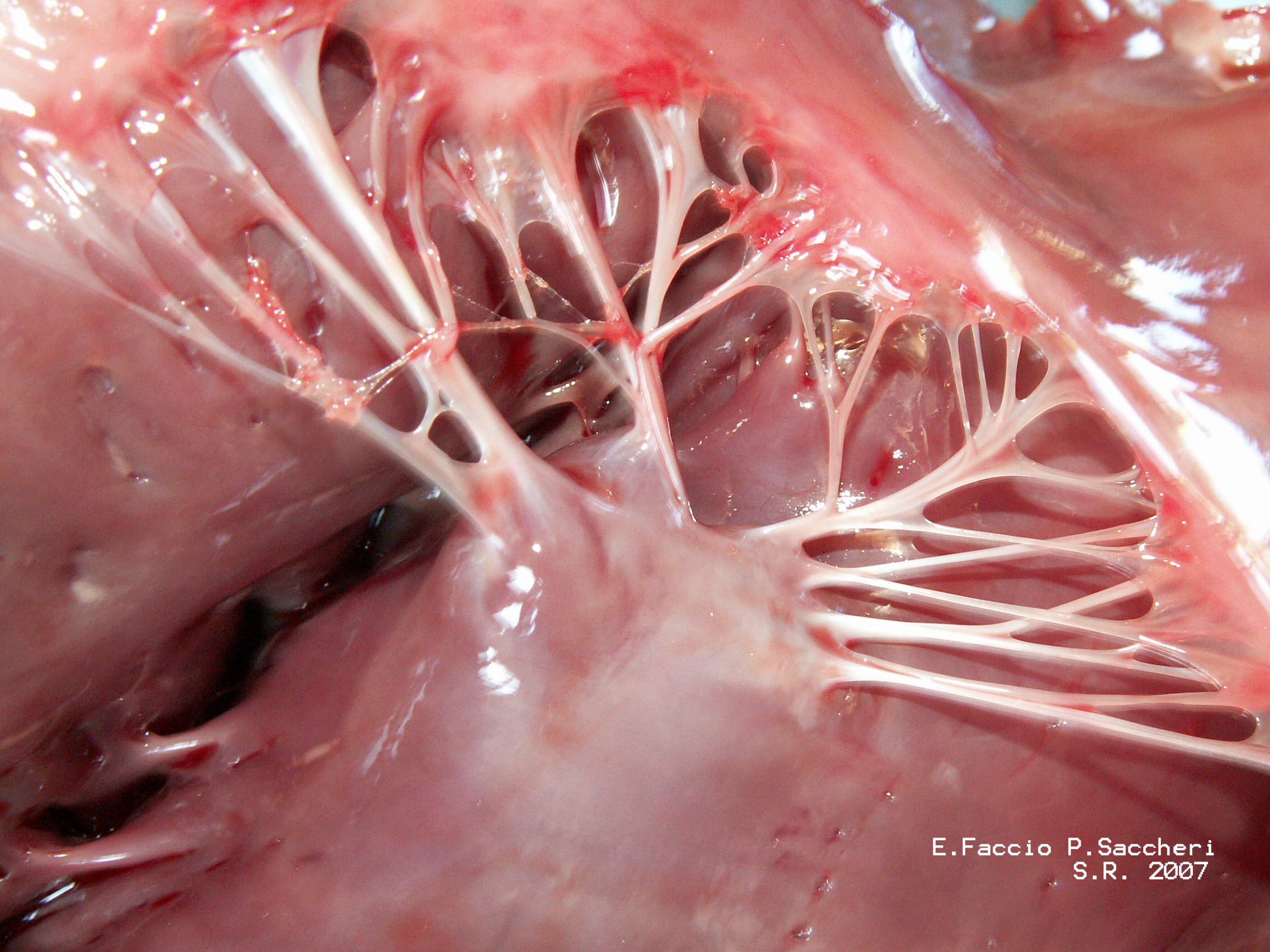
Músculos papilares e chordae tendinae
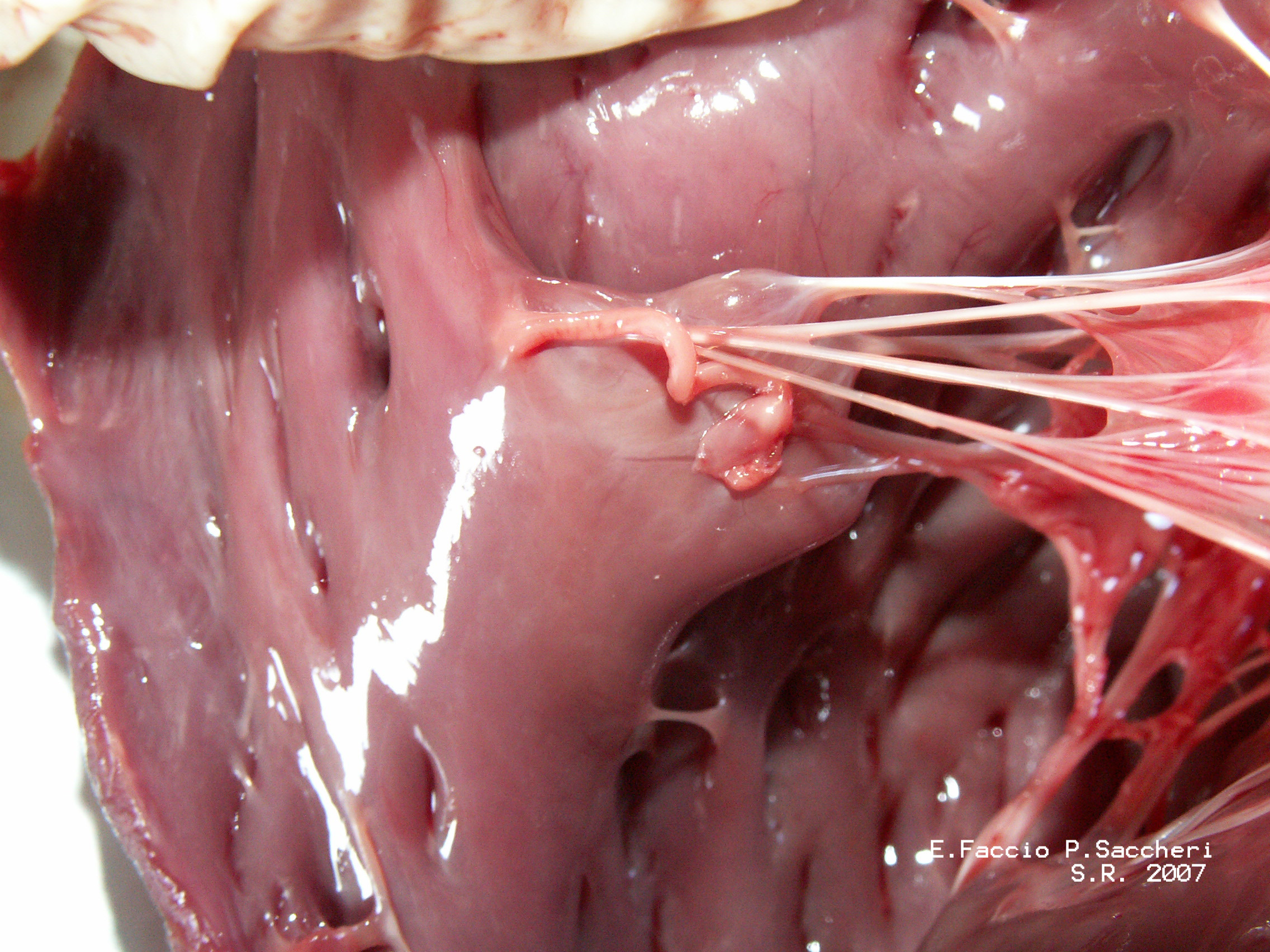
Músculos papilares e chordae tendinae